# New York State Woman Suffrage Association
New York State Woman Suffrage Association (NYSWSA) var en organisation för kvinnors lika rättigheter i New York i USA, verksam mellan 1869 och 1920. 
Det var delstaten New Yorks lokalförening för den nationella rösträttsföreningen National American Woman Suffrage Association (NAWSA). Syftet var att verka för införandet av rösträtt för kvinnor. 